# 호즈미 마사코
호즈미 마사코(일본어: 穂積 雅子, ほづみ まさこ, 1986년 9월 11일~)는 일본의 스피드스케이팅 선수이다. 후쿠시마현 후쿠시마시에서 태어났다. 홋카이도 도마코마이시에서 성장했으며 학창 시절부터 선수로 활동하였다. 이후 일본 장거리 대표로 선발되어 각종 국제대회에 출전했으며, 2007년 동계 아시안 게임 3000m에서 은메달을 획득했다. 2009년 아시아 선수권 대회에서 종합 우승했으며, 세계 종목별 선수권 대회 단체 추발에서 동메달을 획득했다. 2010년 동계 올림픽에 참가, 3000m에서 6위, 5000m에서 7위에 올랐으며, 팀 추월에서 은메달을 획득했다.